# アラビス (スループ)
アラビス (HMS Arabis) は第一次世界大戦時のイギリス海軍のスループ。アラビス級。

## 艦歴
1915年11月6日進水。
ドッガー・バンク沖での掃海活動中の1916年2月10日夜にドイツの水雷艇部隊と遭遇し、「アラビス」は撃沈されて乗員56人が死亡した（ドッガー・バンク海戦）。